# علم جزيرة مايوت

العلم غير الرسمي لجزيرة مايوت والذي يستخدم محليا

العلم الرسمي لجزيرة مايوت هو العلم الفرنسي ذو الألوان الثلاثة الأزرق والأبيض والأحمر. بينما العلم غير الرسمي والذي يستخدم محليا في جزيرة مايوت يتكون من شعار النبالة على خلفية بيضاء اللون وفوقها مكتوب عبارة "DÉPARTEMENT DE MAYOTTE".

العلم غير الرسمي لجزيرة مايوت السابق (2004-2013)